# Eulemur rubriventer
El lémur de vientre rojo (Eulemur rubriventer) es una especie de primate estrepsirrino de la familia Lemuridae endémica de las selvas del este de Madagascar.